# Parque nacional de los Elefantes de Addo
El Parque nacional de los Elefantes de Addo (en afrikáans: Addo-Olifant Nasionale Park; en inglés: Addo Elephant National Park) es un parque de elefantes situado cerca de Port Elizabeth, en Sudáfrica que es reconocido como uno de los 19 parques nacionales del país.
La sección original del parque fue establecida en 1931, en parte debido a los esfuerzos de Sydney Skaife, con el fin de proporcionar un santuario para los once elefantes que quedaban en la zona. El parque ha demostrado ser un gran éxito y actualmente alberga a más de 450 elefantes y un gran número de otros mamíferos.
El parque original posteriormente fue ampliado para incluir el parque natural del Cabo de Woody que se extiende desde la desembocadura del Río Sundays hacia Alexandria y una reserva marina, que incluye la isla de St. Croix y la Isla de los Pájaros.